# Торк'яроло
Торк'яроло (італ. Torchiarolo, сиц. Turchiarulu) — муніципалітет в Італії, у регіоні Апулія,  провінція Бриндізі.
Торк'яроло розташований на відстані близько 500 км на схід від Рима, 125 км на південний схід від Барі, 20 км на південний схід від Бриндізі.
Населення — 5453 особи (2014).

## Демографія
Населення за роками:

Станом на 1 січня 2023 року в муніципалітеті офіційно проживали 92 іноземці з 28 країн, серед них 38 громадян країн Євросоюзу та 1 громадянин України.

## Сусідні муніципалітети
- Лечче
- Сан-П'єтро-Вернотіко
- Скуінцано